# Territoris organitzats incorporats pels Estats Units

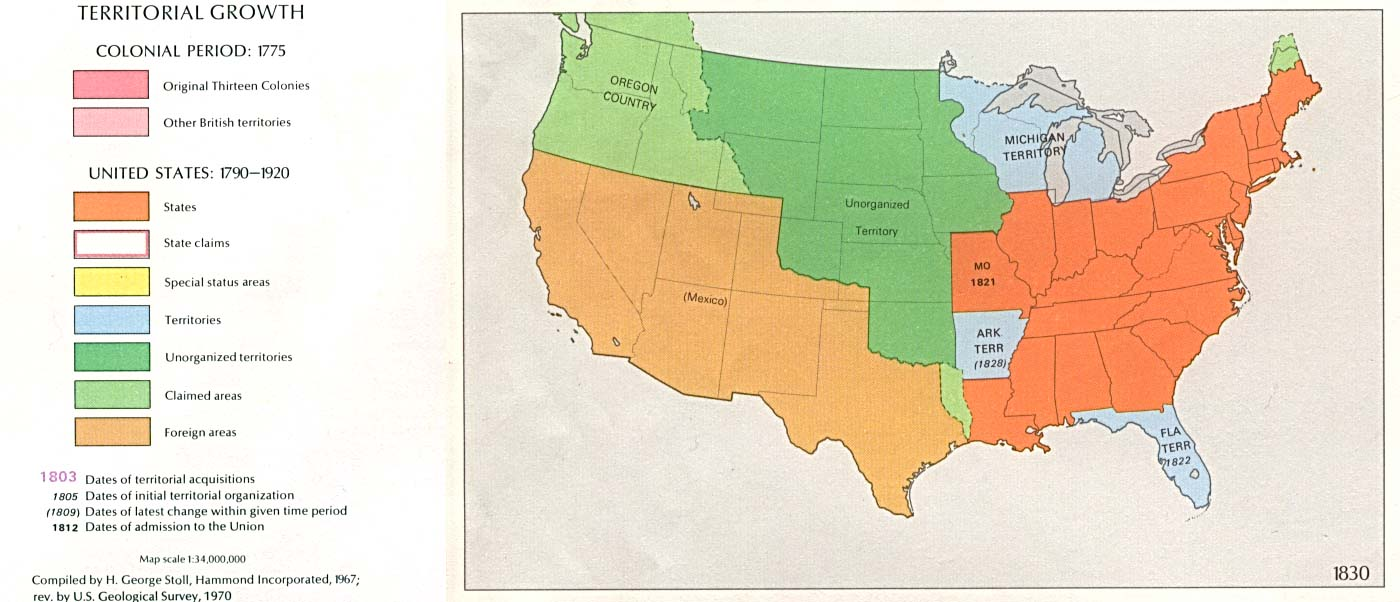
Territoris a Amèrica del Nord i els Estats Units ca. 1830.

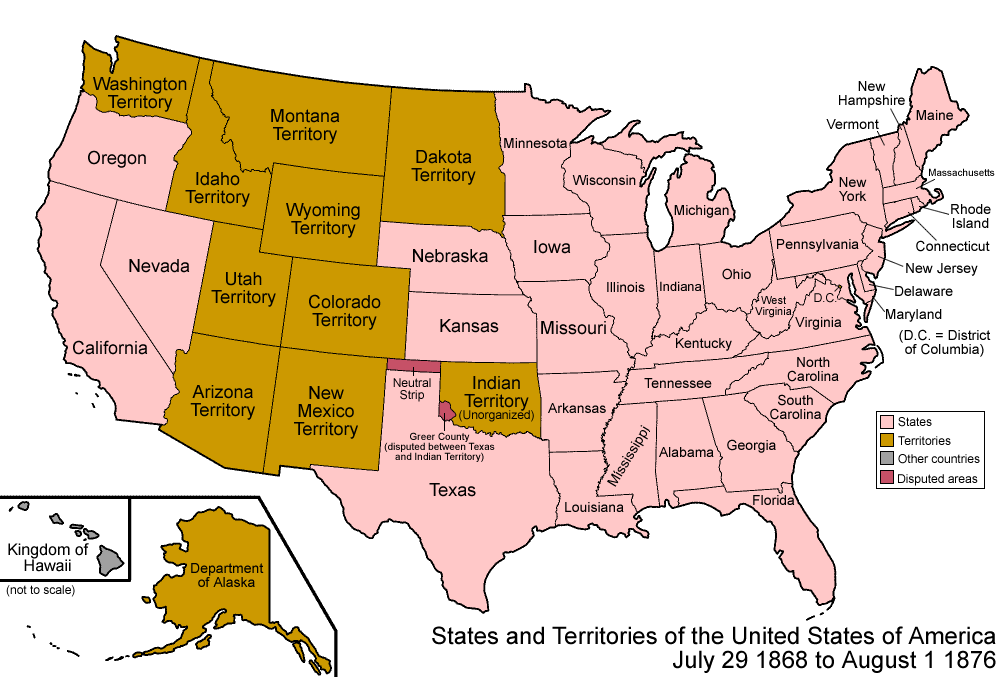
Territoris incorporats l'any 1876. Gairebé totes les divisions territorials a l'oest del riu Ohio i al nord d'Oklahoma es van reorganitzar diverses vegades.

Els territoris organitzats incorporats pels Estats Units són territoris dels Estats Units que estan tant incorporats (part dels Estats Units pròpiament) com organitzats (amb un govern autoritzat mitjançant una llei orgànica aprovada pel Congrés dels Estats Units, habitualment compost per un governador territorial, una cambra legislativa territorial i un sistema judicial bàsic).
Durant la major part de la història dels Estats Units, les regions incorporades com Estats eren, abans de l'admissió, territoris d'aquest tipus. En anar creixent el país, les zones més populoses del territori organitzat prenien la forma d'Estat. La resta mantenia freqüentment una mica de l'estructura legal del territori sortint, i ear reanomenat per evitar confusions.
Alguns exemples d'aquests canvis són els següents:
- El Territori de Louisiana dissolt en Louisiana, el territori de Missouri i Missouri incloent Utah i Colorado (i diferents reestructuracions per assentar l'organització dels nous territoris)
- El Territori d'Iowa en el Territori de Dakota
- El Territori d'Oregon, Oregon i el territori de Washington en Wyoming, Nebraska, el territori d'Idaho, Idaho, el territori de Montana i Montana.

Aquestes noves regions van necessitar diverses dècades més de creixement abans de poder demanar el ser admeses com a estats. Per exemple, parts del primitiu territori de Louisiana i del nou territori d'Oregon van trigar més de cinquanta anys a convertir-se en Estats: Idaho i Montana.

## Territori actual
En 2025, l'únic territori incorporat dels Estats Units ni està organitzat ni poblat: l'atol Palmyra, el territori desorganitzat en les aigües equatorials al sud de Hawaii. L'atoll és un territori incorporat sota legislació internacional sota el reclam de l'explorador i després de servir com a base de proveïment en la Segona Guerra Mundial és usat avui dia per un nombre variable de personal i investigadors. L'atol·ló segueix desorganitzat perquè no hi ha residents permanents per demanar un canvi, solament els empleats federals que rotativament hi estan assignats.
El districte de Colúmbia se sembla funcionalment a un territori incorporat, però és part íntegra dels Estats Units sense ser un estat, tt i que es classifica a part a causa que va ser creat mitjançant la disposició constitucional única per la capital federal i no mitjançant el cas general de l'autoritat del Congrés sobre un territori federal.
La resta dels territoris dels Estats Units són no incorporats (el que vol dir que no són part íntegra dels Estats Units) mentre que els anteriorment territoris incorporats són avui dia Estats.

## Llista de territoris organitzats incorporats

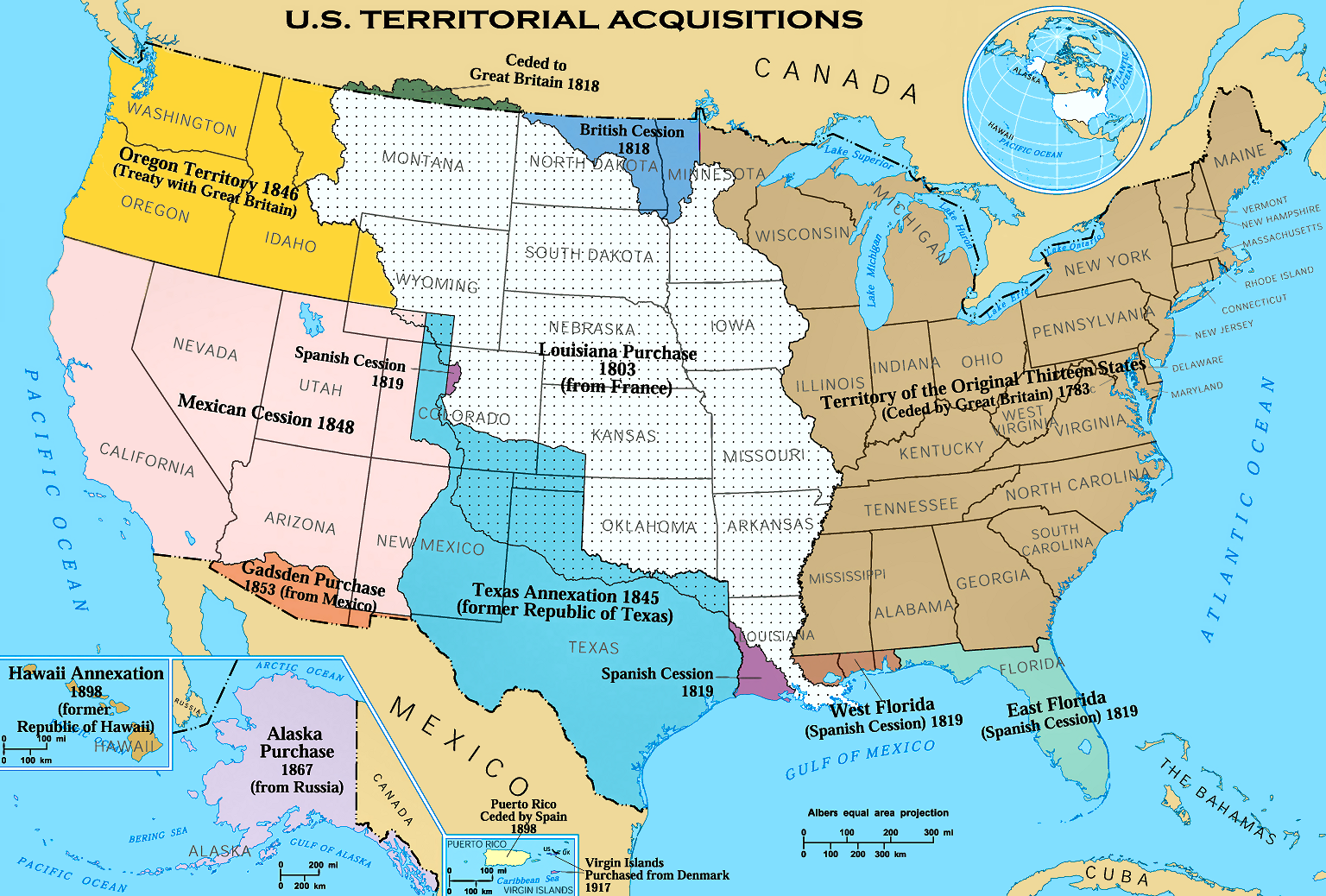
Adquisicions territorials dels Estats Units des de la pau de 1783 amb el Regne Unit fins a la pau amb Mèxic en 1848.

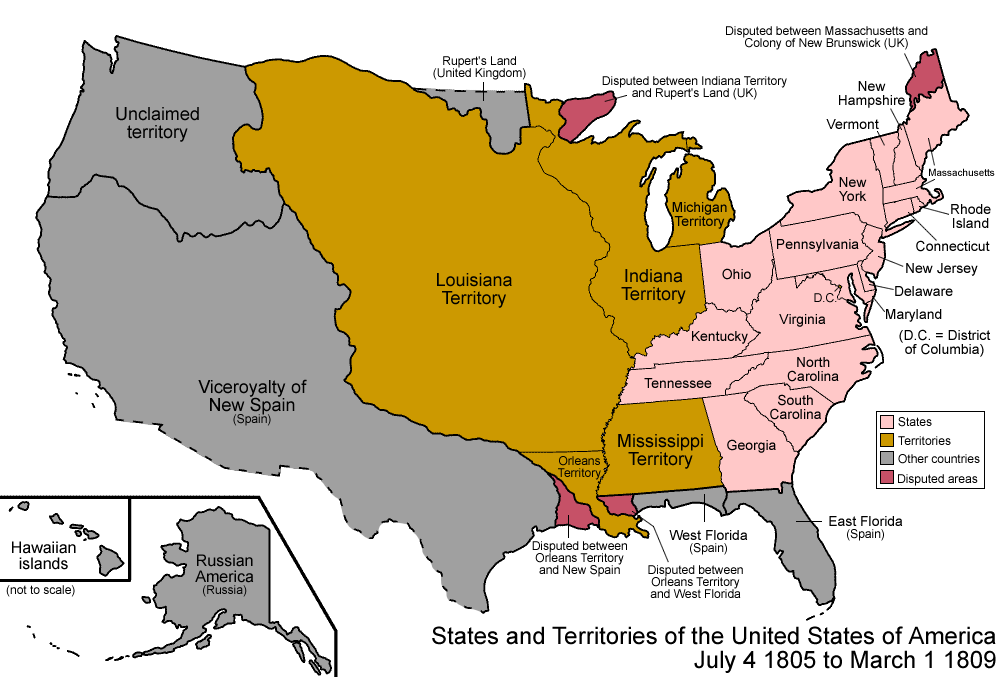
Canvis polítics a l'oest continental i al territori de Louisiana dels Estats Units entre 1805 i 1809 després de la ratificació de la compra de Louisiana l'octubre de 1803.

ls següents territoris nord-americans són els organitzats oficialment pel Congrés mitjançant una Llei Orgànica aprovada en la primera data indicada. Es van incorporar a la unió en forma d'Estat (amb el mateix nom, tret que s'indiqui) en la segona data indicada. En alguns casos, no es van incloure grans zones perifèriques del territori en el nou Estat:
- Territori del Nord-oest (1787–1803) convertit en l'Estat d'Ohio i el Territori d'Indiana
- Territori del Sud-oest (1790–1796) convertit en l'Estat de Tennessee
- Territori del Mississipi (1798–1817)
- Territori d'Indiana (1800–1816)
- Territori d'Orleans (1804[1]–1812) constituí l'Estat de Louisiana.[2]
- Territori de Michigan (1805–1837)
- Territori de Louisiana (1805–1812), reanomenat a Territori de Missouri (1812–1821)
- Territori d'Illinois (1809–1818)
- Territori d'Alabama (1817–1819)
- Territori d'Arkansas (1819–1836)
- Territori de Florida (1822–1845)
- Territori de Wisconsin (1836–1848)
- Territori d'Iowa (1838–1846)
- Territori d'Oregon (1848–1859)
- Territori de Minnesota (1849–1858)
- Territori de Nou Mèxic (1850–1912)
- Territori de Utah (1850–1896)
- Territori de Washington (1853–1889)
- Territori de Kansas (1854–1861)
- Territori de Nebraska (1854–1867)
- Territori de Colorado (1861–1876)
- Territori de Nevada (1861–1864)
- Territori de Dakota (1861–1889) va donar origen als Estats de Dakota del Nord i Dakota del Sud.
- Territori d'Arizona (1863–1912)
- Territori d'Idaho (1863–1890)
- Territori de Montana (1864–1889)
- Territori de Wyoming (1868–1890)
- Territori d'Oklahoma (1889–1907)
- Territori de Hawaii (1900–1959)
- Territori d'Alaska (1912–1959)